# Tatort: Borowski und die Sterne
Borowski und die Sterne ist ein Tatort-Krimi von Angelina Maccarone aus dem Jahr 2009. Es ist die 741. Folge und der 13. Fall des Kieler Ermittlers Klaus Borowski.

## Handlung
Rockstar Bodo Dietrich, von dem sowohl Klaus Borowski als auch Polizeipsychologin Frieda Jung große Fans sind, befindet sich seit wenigen Wochen auf Comeback-Tournee. Eines Tages steht Margret Saloschnik hinter seiner Bühne: Sie war einst seine große Liebe, bevor sie ihn für den Gitarristen der Band Henning „Hendrix“ Krause verließ. Beide verabreden sich in ihrem Hotelzimmer 606, in dem beide vor Jahren zusammen lebten. Als Bodo zur verabredeten Zeit erscheint, ist die Zimmertür offen, Margret jedoch nicht da. Es stellt sich heraus, dass Zimmer 606 gar nicht belegt war. Kurz darauf findet Hotel-Küchenaushilfe Tim Krabbert Margrets Leiche am Fuße des Hotels. Dies ist umso tragischer, weil Margrets Tochter Janis als Rezeptionistin des Hotels arbeitet und Tims Freundin ist. Ihr Vater, Margrets Mann Eberhard, betreibt eine Wäscherei, die auch die Hotelwäsche reinigt.
Für Borowski scheint es sich zunächst um Selbstmord zu handeln, findet sich auf der Glasscheibe der Tür zum Hoteldach doch eine Widmung für Bodo. Bald ist jedoch klar, dass Margret nie auf dem Hoteldach war, sondern vom Balkon ihres Zimmers gestoßen wurde. Unter ihren Nägeln findet sich Putz des Zimmers und damit ein Beweis, dass es vor dem Sturz zu einem Kampf gekommen ist. Die Nachricht auf der Scheibe stammt vermutlich vom Täter, der Rechtshänder ist – Bodo scheidet damit als Täter aus, ist er doch Linkshänder. Neue Erkenntnisse der Hotelzimmerdurchsuchung werfen mehr Fragen auf: Unter Margrets Bett werden ein Spanngurt, wie er zum Verpacken von Wäsche benutzt wird, sowie eine kleine Flasche mit K.-o.-Tropfen gefunden. Borowski vermutet zunächst, dass Margret damit ruhiggestellt werden sollte, doch finden sich an beiden Dingen vor allem Margrets Fingerabdrücke. Es stellt sich heraus, dass Tim die K.-o.-Tropfen für Margret besorgte, die damit angeblich ihre Depressionen bekämpfen wollte.
Eine neue Spur ergibt sich durch die Befragung von Margrets Mann Eberhard. Er hat Krebs im Endstadium und wollte mit seiner Frau eigentlich eine letzte große Kreuzfahrt unternehmen. Das Geld jedoch war verschwunden und Eberhard weiß nicht, wohin. Borowski erfährt, dass Janis’ Vater weder Eberhard, noch Bodo, sondern Ex-Gitarrist Henning ist. Der hat inzwischen ein Wellness-Studio eröffnet und die Polizei kann ermitteln, dass das Geld dafür von Margret überwiesen wurde. Für weitere Ermittlungen schleust sich Frieda inkognito ins Hotel ein. Da auch Borowski hier immer wieder zu Ermittlungen auftaucht, kommen sich beide näher und schlafen schließlich miteinander. Dennoch versuchen sie, ihr Verhältnis vor ihren Kollegen zu verbergen.
Die Befragung von Bodo, die sich aufgrund seines Star-Seins immer wieder verzögert, bringt Margrets Besuch hinter der Bühne ans Tageslicht. Bodos Manager sagt aus, dass Margret nach dem Besuch in einem Lieferwagen mit Werbeanschrift verschwunden sei, der schließlich als ein Wagen der Wäscherei Saloschnik identifiziert werden kann. In einem Lager in Hennings Wellness-Studio findet Borowski einen Beutel mit Hennings Sachen, die er untersuchen lässt. Hennings Fingerabdrücke können am Lenkrad des Wäschereiwagens nachgewiesen werden, sodass er als der ominöse Fahrer des Wagens feststeht. Borowski überrascht Henning wenig später, als er von Bodo 300.000 Euro erpressen will: Bodo hatte ihn wegen seiner Affäre mit Margret aus der Band geworfen, bevor diese ihren musikalischen Durchbruch erlebt hat. Henning gesteht nun auch, dass er Bodo mit Margret zusammen entführen und so Lösegeld erpressen wollte – ein Plan, den beide jedoch nicht umgesetzt hatten, da Henning in der Tiefgarage des Hotels im Wagen vergeblich auf Margret wartete.
Eberhard sucht Hennings Wellness-Studio auf und schließt Henning in der Sauna ein. Er zwingt Henning so zu dem Geständnis, dass er mit Margret auf dem Hotelzimmer war, als sie sich den Entführungsplan anders überlegte und Bodo absagen wollte. Beim Streit um das Handy sei Margret auf den Balkon geflüchtet und dann dort im Gedränge in die Tiefe gestürzt. Eberhard dreht die Temperatur der Sauna auf den Höchststand und lässt Henning zurück. Borowski erfährt unterdessen, dass sich auf Hennings Hose aus dem Beutel die gleichen Fasern wie im Hotelzimmer finden und auch Merkmale des Balkons. Er begibt sich zum Wellness-Studio und findet Henning ohnmächtig in der Sauna. Er nimmt ihn fest. Janis entschuldigt sich nun bei Bodo, den sie als Mörder ihrer Mutter angesehen hatte, und er verspricht, immer für sie da zu sein.

## Hintergrund
Der Film wurde von der Studio Hamburg Filmproduktion hergestellt. Die Dreharbeiten in Kiel dauerten vom 26. Februar bis 28. März 2009. Ein zentraler Drehort des Films war dabei das Maritim Hotel Bellevue in Kiel. Hugo Egon Balder komponierte und sang die im Film von seiner Figur Bodo Dietrich interpretierten Lieder selbst.
In einer Szene im Hotel erscheinen im Flur Zwillingsmädchen, die sich nach dem Abgang von Kommissar Borowski und Frieda Jung herumdrehen und weglaufen. Es handelt sich um eine Anspielung auf den Film Shining von Stanley Kubrik, in dem ebenfalls Zwillinge im Hotelflur erscheinen, sich herumdrehen und weglaufen.

## Rezeption

### Kritiken
„Das Kieler Glück ist herrlicher als Rock ’n’ Roll, und die in Kiel Beglückten stehen im Abenddämmer am Fenster und summen lächelnd alte Lieder.“

„War’s der Rockstar? Der Gitarrist aus der alten Band, der ihm die Frau ausgespannt hat? War’s die eigene Tochter? Oder ihr Freund? So richtig interessiert einen das gar nicht. Das Drumherum in diesem „Tatort“ mit Hugo Egon Balder macht die Musik …“

### Einschaltquoten
Bei der Fernsehpremiere am 20. September 2009 erreichte der Tatort in Deutschland 7,49 Millionen Zuschauer und 22,1 Prozent Marktanteil; in der Gruppe der 14- bis 49-jährigen Zuschauer konnten 2,37 Millionen Zuschauer und ein Marktanteil von 16,3 Prozent erreicht werden.